# یواس‌اس بنفیت (۱۸۶۳)
یواس‌اس بنفیت (۱۸۶۳) (به انگلیسی: USS Benefit (1863)) یک کشتی بود که طول آن not known بود. این کشتی در سال ۱۸۶۳ ساخته شد.